# Râul Părău
Râul Părău este un afluent al râului Olt. Cursul superior al râului este uneori denumit Râul Perșani.

## Hărți
- Harta Județului Brașov